# Carlson-Insel
Die Carlson-Insel (auch Wilhelm-Carlson-Insel) ist eine 1,5 km lange und felsige Insel von bis zu 300 m Höhe vor der Ostküste der Trinity-Halbinsel am nördlichen Ende der Antarktischen Halbinsel. Sie liegt im Prinz-Gustav-Kanal in einer Entfernung von 5 km südöstlich des Pitt Point sowie 3 km westlich des Rink Point der James-Ross-Insel.
Entdeckt wurde die Insel bei der schwedischen Antarktisexpedition (1901–1903) unter der Leitung Otto Nordenskjölds. Dieser benannte sie nach dem schwedischen Bankier Wilhelm Carlson, einem der Hauptgeldgeber der Forschungsreise.